# Temnostoma pauperius
Temnostoma pauperius är en tvåvingeart som beskrevs av Speiser 1924. Temnostoma pauperius ingår i släktet tigerblomflugor, och familjen blomflugor. Inga underarter finns listade i Catalogue of Life.